# 湖南软件职业技术大学
28°05′41″N 112°57′49″E / 28.094603°N 112.963657°E
湖南软件职业技术大学，是位于湖南省湘潭市九华工业园宝马西路的一所本科层次职业学校。学校拥有2个校区，一个在长沙市天心区新开铺路，1个在湘潭市九华工业园宝马西路。

## 历史
2001年6月，湖南托普信息职业技术学院成立。
2003年5月，更名为湖南软件职业学院。
2020年6月29日，升格为湖南软件职业学院（本科）。
2021年5月14日，经中华人民共和国教育部批准，正式组建湖南软件职业技术大学，作为民办本科层次职业教育试点学校。

## 学校院系
湖南软件职业学院拥有1个院，5个系，20多个专业。

### 院
- 建筑工程学院[1]

### 系
- 软件工程系：net技术开发、Java技术开发、嵌入式程序开发、软件测试技术、软件服务外包[3]

- 信息工程系：计算机网络技术、计算机应用技术、电子信息工程技术、电子信息工程技术汽车电子、计算机信息管理ERP、计算机系统维护、信息技术应用[4]

- 数字艺术系：动漫设计与制作、广告设计与制作、环境艺术设计、室内设计技术[5]

- 经济管理系：商务英语、国际经济与贸易、旅游管理、酒店管理、电子商务、会计、物流管理[6]

- 基础教育系[1]

## 学校文化

### 校训
立德、博学、精谨、创新